# Ritchie Campbell
Richard Mortimer "Ritchie" Campbell, Jr. es uno de los personajes principales de la serie televisiva de comedia estadounidense The New Adventures of Old Christine, interpretado por Trevor Gagnon en su papel nominado a los Premios Young Artist. La serie comienza cuando él comienza a vivir una vida más complicada cuando su padre sale con una chica, Christine (el nombre de su madre también es Christine).

## Historia del personaje
Ritchie ha sido un único hijo de Richard y Christine y su naturaleza ingenua es lo más visible en toda la serie, como en "The Answer is Maybe". Ritchie es el único hijo de Christine.
Ritchie nació en 1997 en los Estados Unidos de Christine Campbell y Richard Campbell. En 2005, Richard y Christine se divorciaron y el hermano de Christine y tío de Ritchie se mudaron a una casa. En el episodio "Ritchie Has Two Mommies", se descubre que Richard tiene una novia nueva, llamada Christine Hunter. Christine (Campbell) obtiene el sobrenombre "Old Christine" (Vieja Christine) y la otra Christine obtiene el sobrenombre "New Christine" (Nueva Christine).

## Relaciones del personaje

### Familia
Christine Campbell (Julia Louis-Dreyfus), es la madre de Ritchie y el personaje principal de la serie.
Richard Campbell (Clark Gregg), es el padre de Ritchie, quien adora y le gusta salir más que con su madre.
Matthew Kimble (Hamish Linklater), es el hermano de Christine y tío de Ritchie. Matthew vive en la casa y hace lo que quiere a cambio de cuidar a Ritchie cuando se lo necesita.
Dakota Christine Hunter-Campbell es la hermana de Ritchie, nacida de Richard Campbell y "New Christine" Hunter.